# Caraganier de Sibérie
Caragana arborescens
Espèce
Classification phylogénétique
Le caraganier de Sibérie, appelé aussi "pois de Sibérie" ou "acacia de Sibérie" (Caragana arborescens) est une espèce de plantes à fleurs de la famille des Fabaceae. C'est un arbre épineux originaire de Sibérie.
Il fut importé aux États-Unis par des colons qui émigraient d'Europe de l'Est où pousse naturellement cet arbuste. Les premiers colons ont introduit les gousses de Caragana comme une source de nourriture pendant le voyage vers l'ouest.

## Description

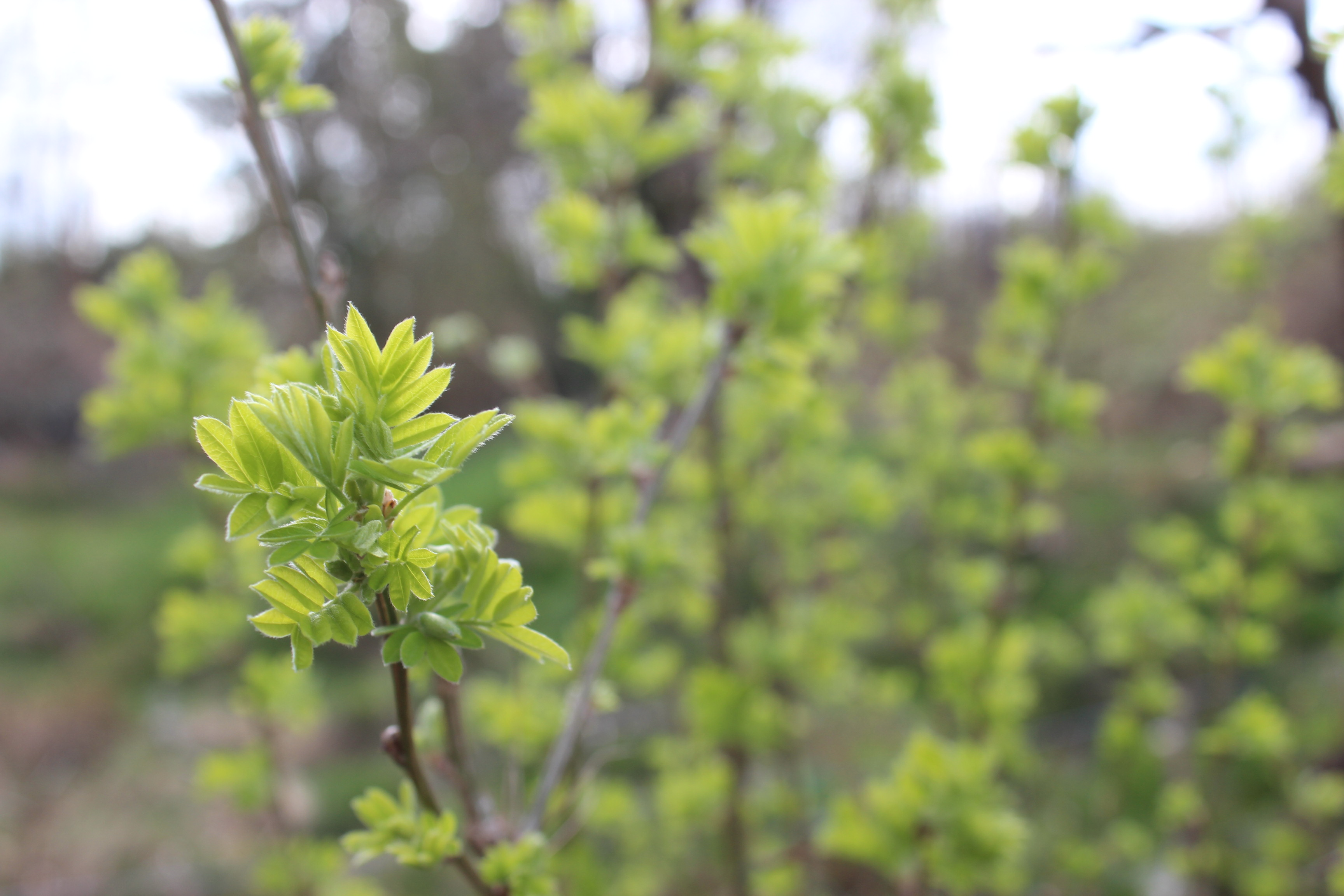
Caragana arborescens, jeunes feuilles au mois de mars (Limousin).

Le caraganier de Sibérie est une espèce monoïque. L'arbre mesure 4 à 5 m de haut. Il a une vitesse de croissance modérée.
Ses feuilles pennées portent 5 à 7 paires de petites folioles ovales et velues d'environ 2 cm.
D’avril à mai, les fleurs jaunes (plus rarement blanches ou roses) mesurent environ 2 cm. Elles sont solitaires ou regroupées et donnent des gousses linéaires d'environ 5 cm de long, porteuses de graines .

## Culture
Le caraganier est très rustique (Zone USDA 2). Il supporte un sol pauvre et une fois installé, la sècheresse.
Il se multiplie facilement par semis. Ses graines restent fécondes pendant 3 ans.
En avril, après les avoir trempées pendant 2 jours, les planter dans des godets remplis de tourbe et terreau. On met en place l’arbuste à la fin de la deuxième année.

## Utilisation et importance économique

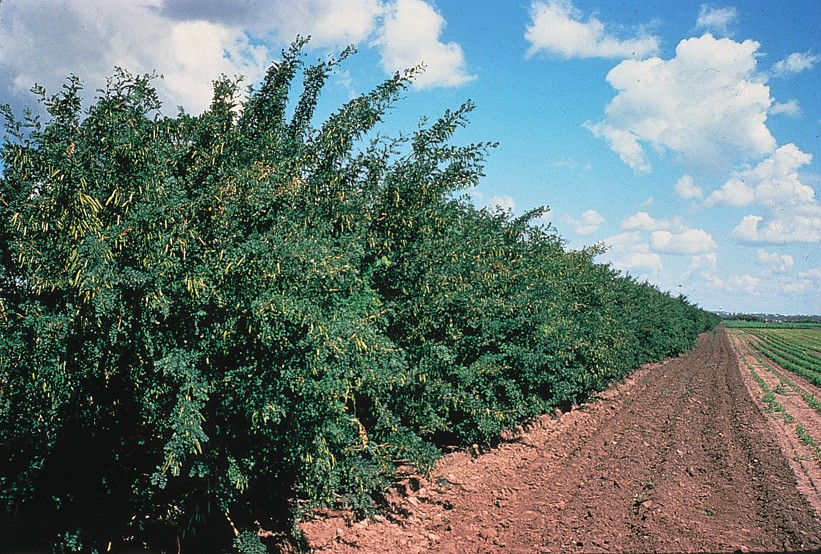
Haie de Caragana utilisée comme brise-vent.

- Brise-vent - Le caraganier de Sibérie est souvent utilisé comme brise-vent en bordure de vergers. Il peut être utilisé pour neutraliser les sols afin de préparer une plus grande plantation.
- Faune - Le caraganier de Sibérie est utilisé pour la nidification de plusieurs oiseaux comme le colibri. Les graines sont consommées occasionnellement par quelques espèces d'oiseaux. La plante n'est pas très appréciée des animaux, mais ses fleurs parfumées sont mellifères (350 kg/ha[2]). Le miel obtenu a un goût agréable, légèrement fruité. Il est clair et blanchit en cristallisant, avec une granulation moyenne.
- Lutte contre l'érosion - Le caraganier de Sibérie a un vaste système racinaire qui peut être utilisé pour aider à la lutte contre l'érosion.
- Ornement - Le caraganier de Sibérie, avec ses petites fleurs odorantes, est utilisé aux côtés du lilas pour créer une apparence contrastée. Il existe des variétés greffées plus esthétiques mais aussi plus petites et fragiles.
- Source de nourriture - Les gousses de Caragana arborescens contiennent des «pois» comestibles au goût légèrement doux-amer (50 % de sucre 12 % d'huile 36 % de protéines), généralement 3-4 par gousse. Ils doivent être cuits avant d'être consommés. En outre, les fleurs jaunes, qui ont un goût de pois, peuvent être utilisées dans des salades pour ajouter de la couleur et des arômes.
- Fourrage - En Sibérie, les graines nourrissent les volailles[3].

## Synonymes

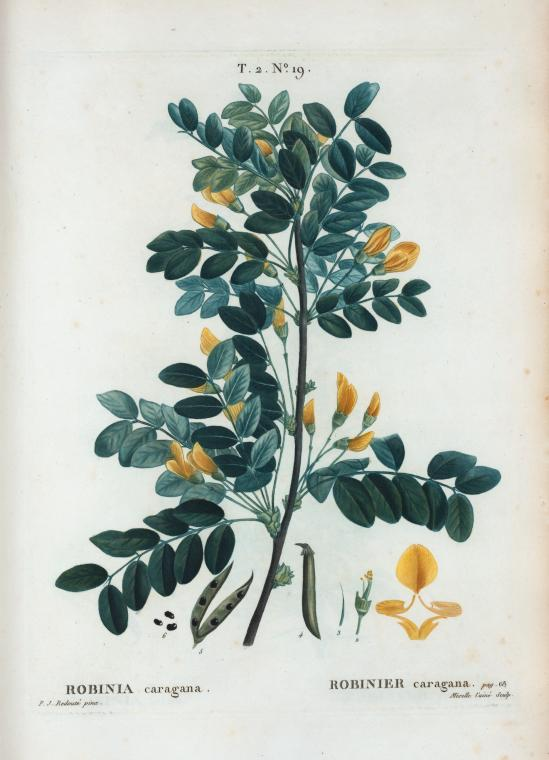
Dessin de Redouté

- Acacia jaune[3]
- Aspalathus arborescens Amman
- Caragana inermis Moench
- Caragana sibirica Medik.
- Robinia altagana Pall.
- Robinia caragana L.